# Auray
Auray (An Alre en bretón) es una comuna de Francia, en el departamento de Morbihan, en la región de Bretaña.

## Geografía
La parte alta se sitúa en la orilla oeste del río de Auray, mientras que el barrio del puerto de Saint-Goustan se encuentra en el fondo del valle, al este del río.

## Historia
La localidad fue escenario de la batalla de Auray el 29 de septiembre de 1364. Históricamente los habitantes de la zona rural de Auray hablaron en bretón hasta el siglo XX, si bien el francés se impuso progresivamente en la población de la ciudad desde el siglo XVIII.

## Demografía
| 8118 | 8449 | 10 256 | 9892 | 10 323 | 10 911 |
| Para los censos de 1962 a 1999 la población legal corresponde a la población sin duplicidades (Fuente: INSEE [Consultar]) |      |        |      |        |        |

## Monumentos y lugares
La parte antigua de la localidad conserva el puerto medieval de Saint-Goustan y un puente de piedra que cruza el río de Auray.

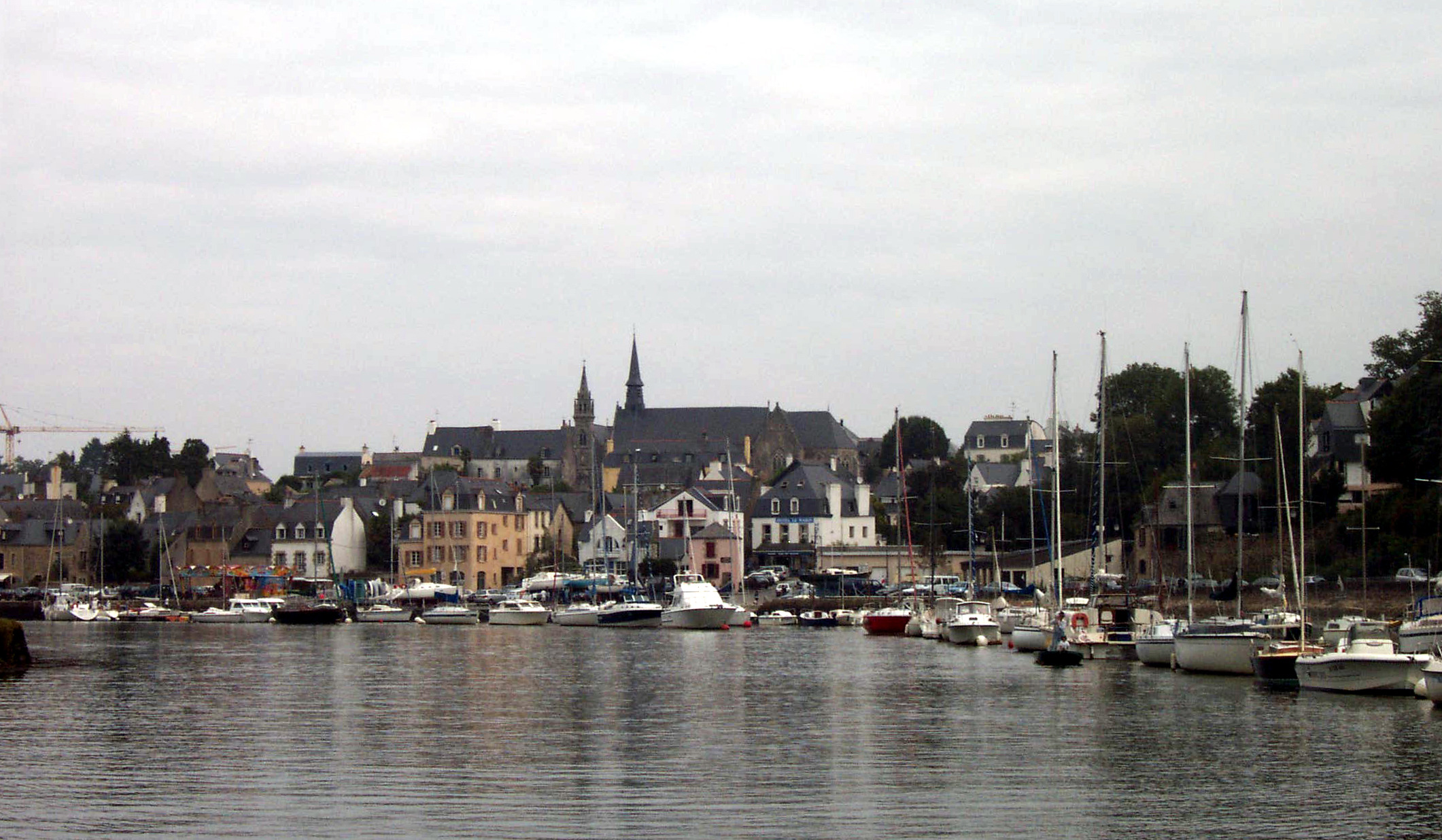
Vista de Auray.
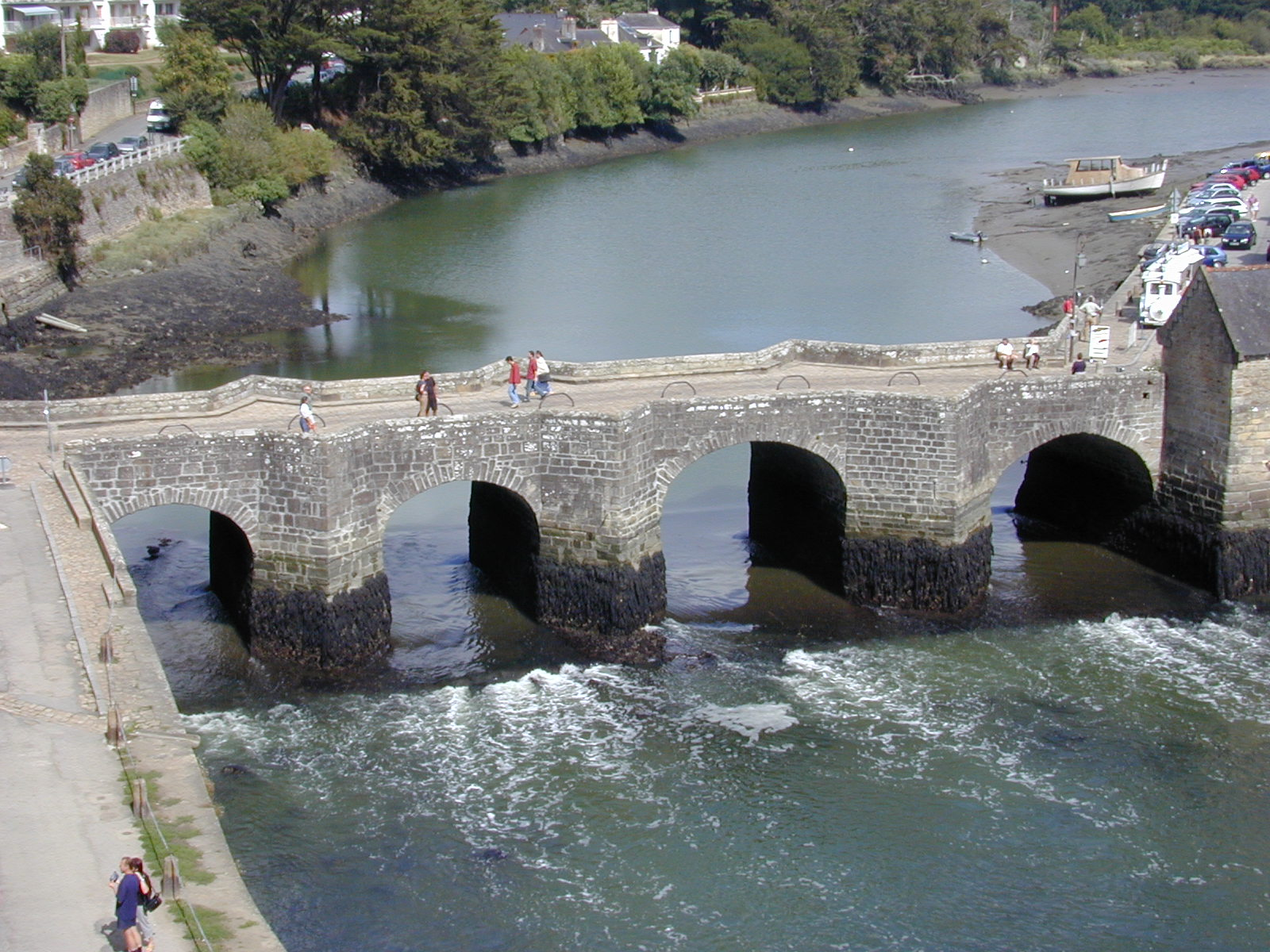
Puente medieval sobre el río Auray.
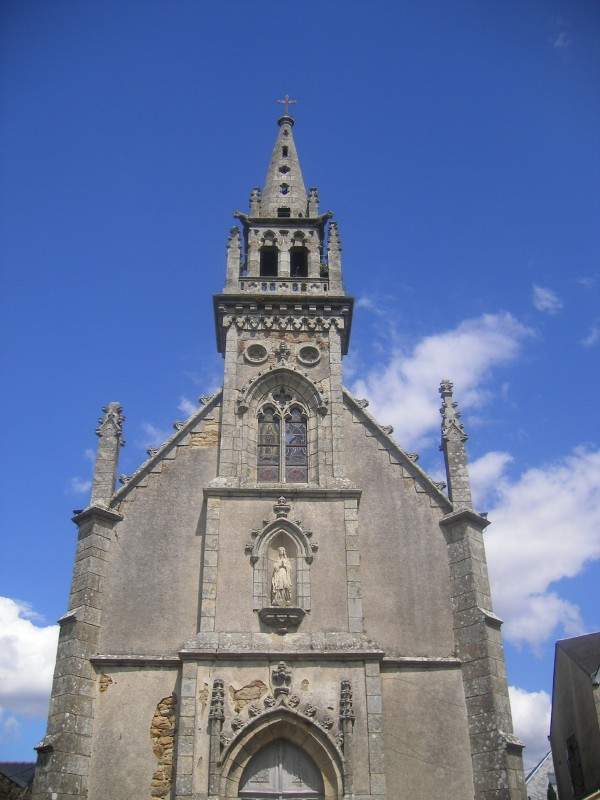
Capilla Notre-Dame-de-Lourdes.
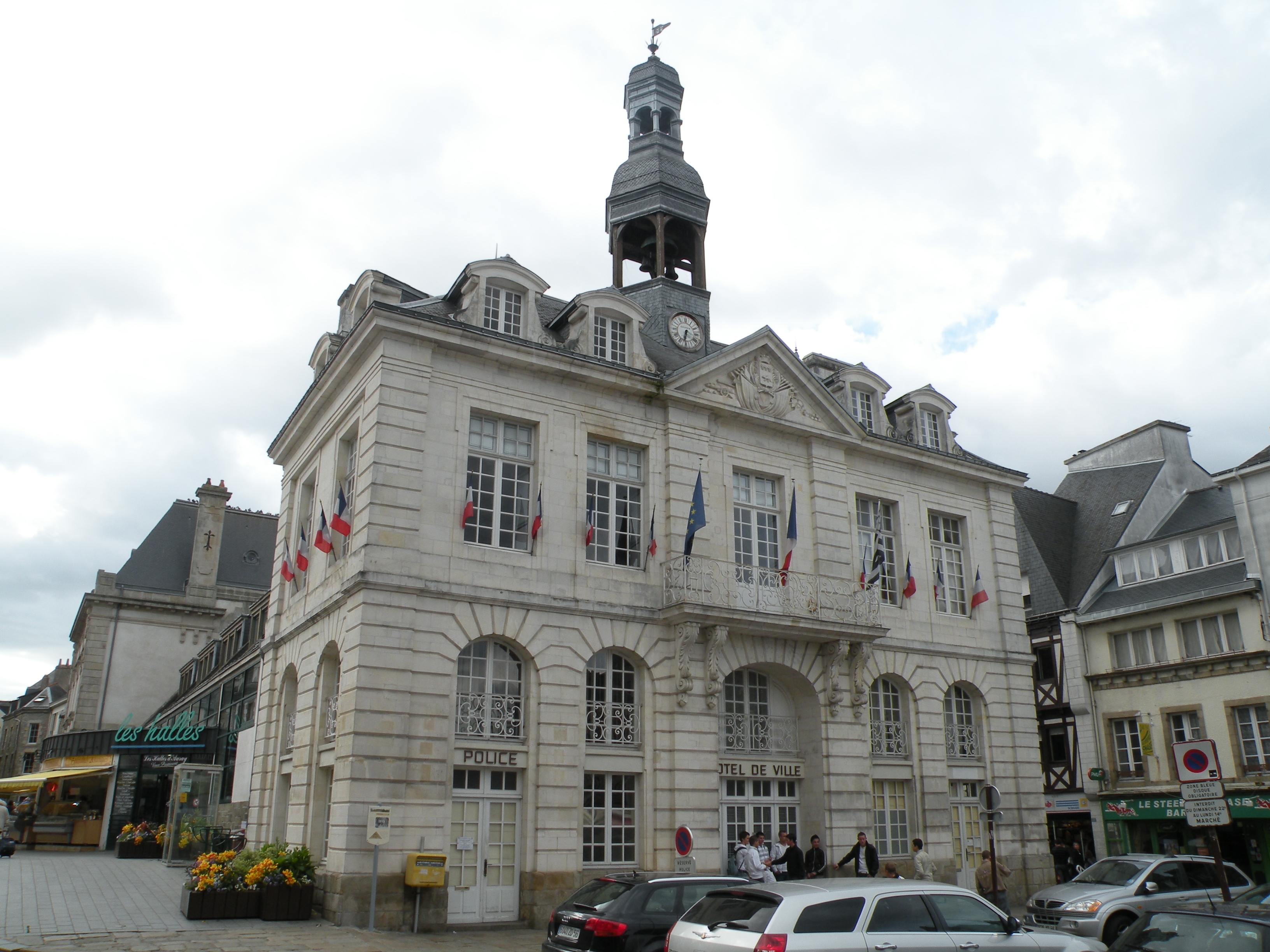
Ayuntamiento.
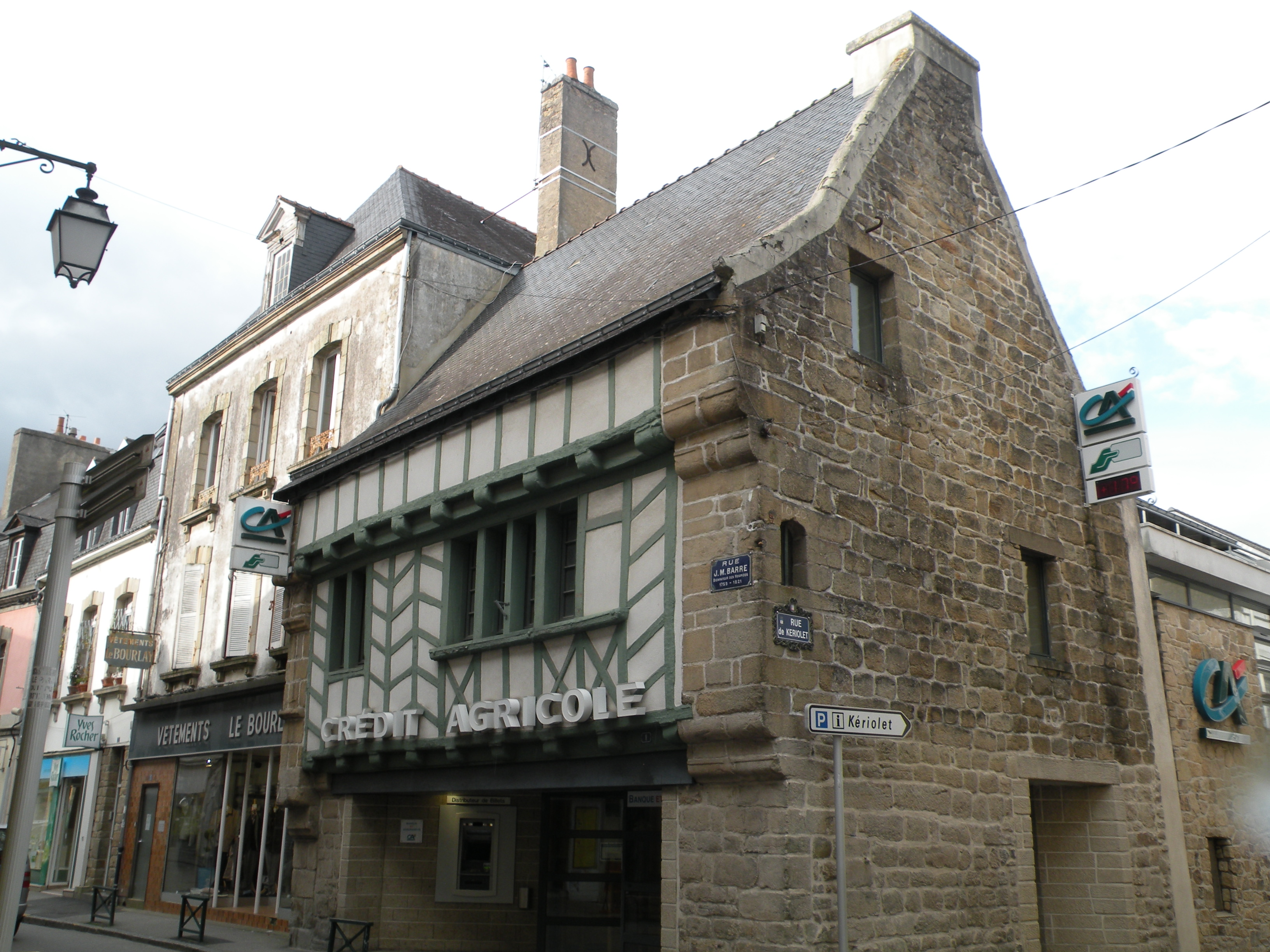
Casa antigua.
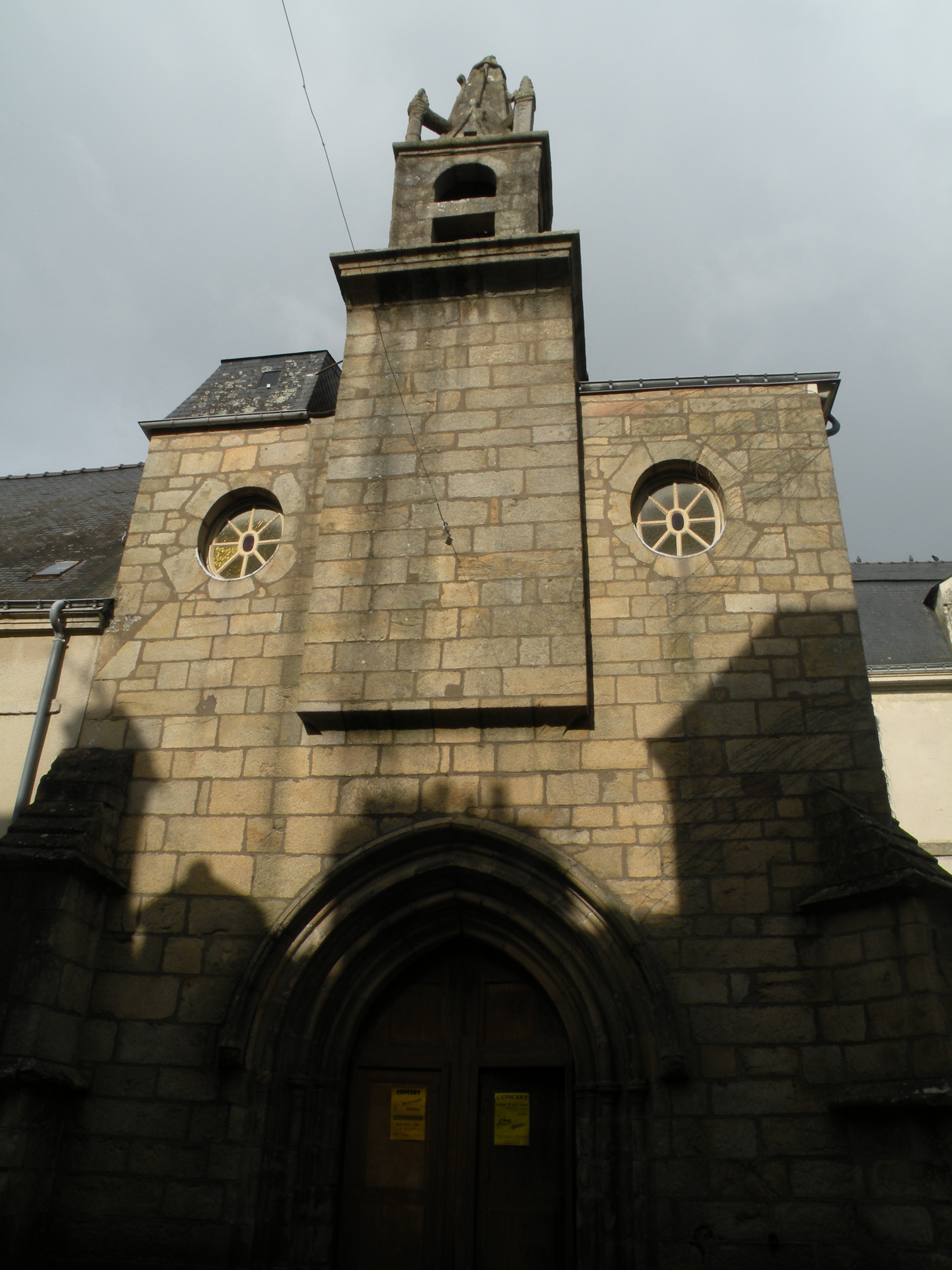
Capilla Sainte-Hélène.
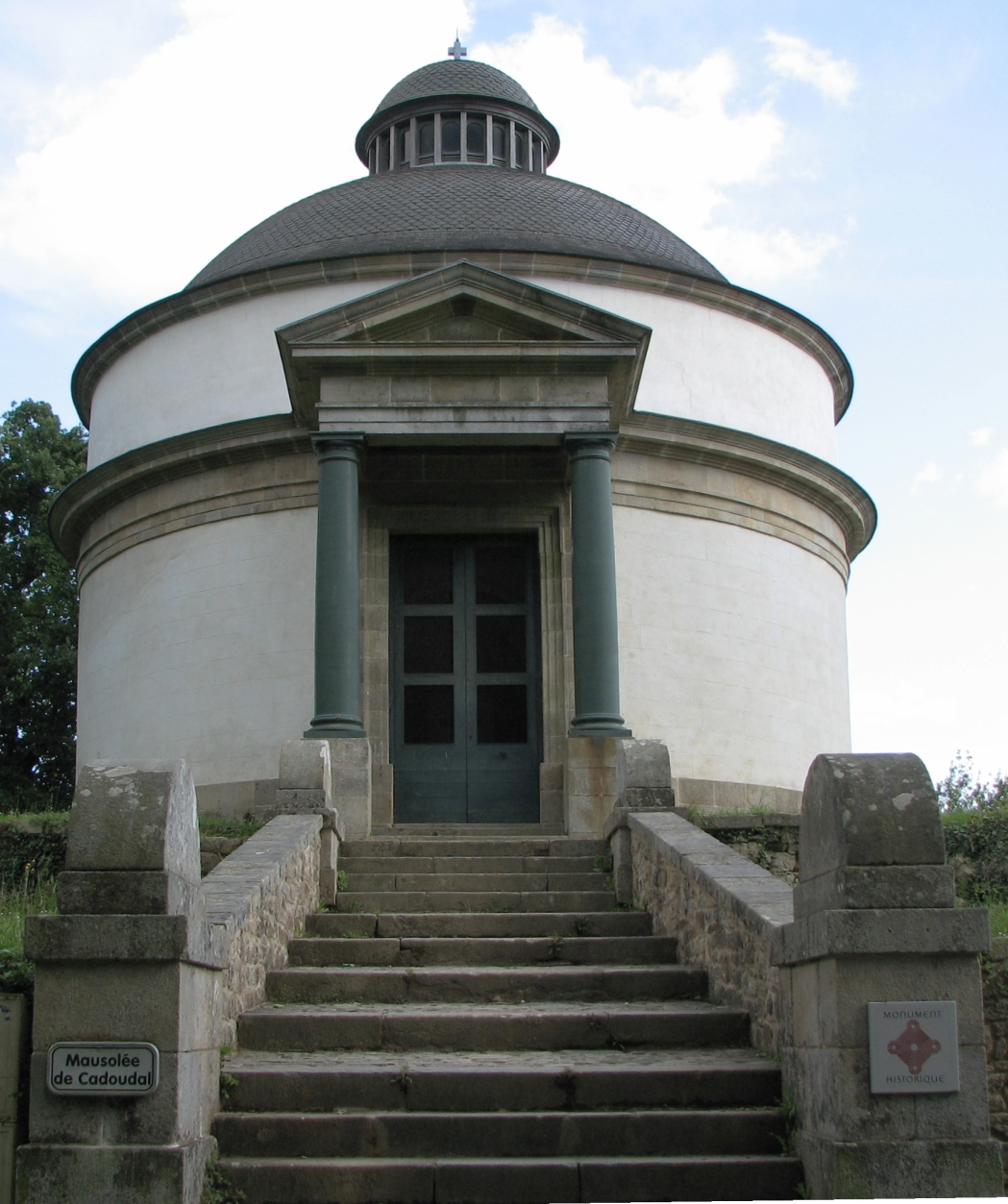
Mausoleo de Cadoudal.
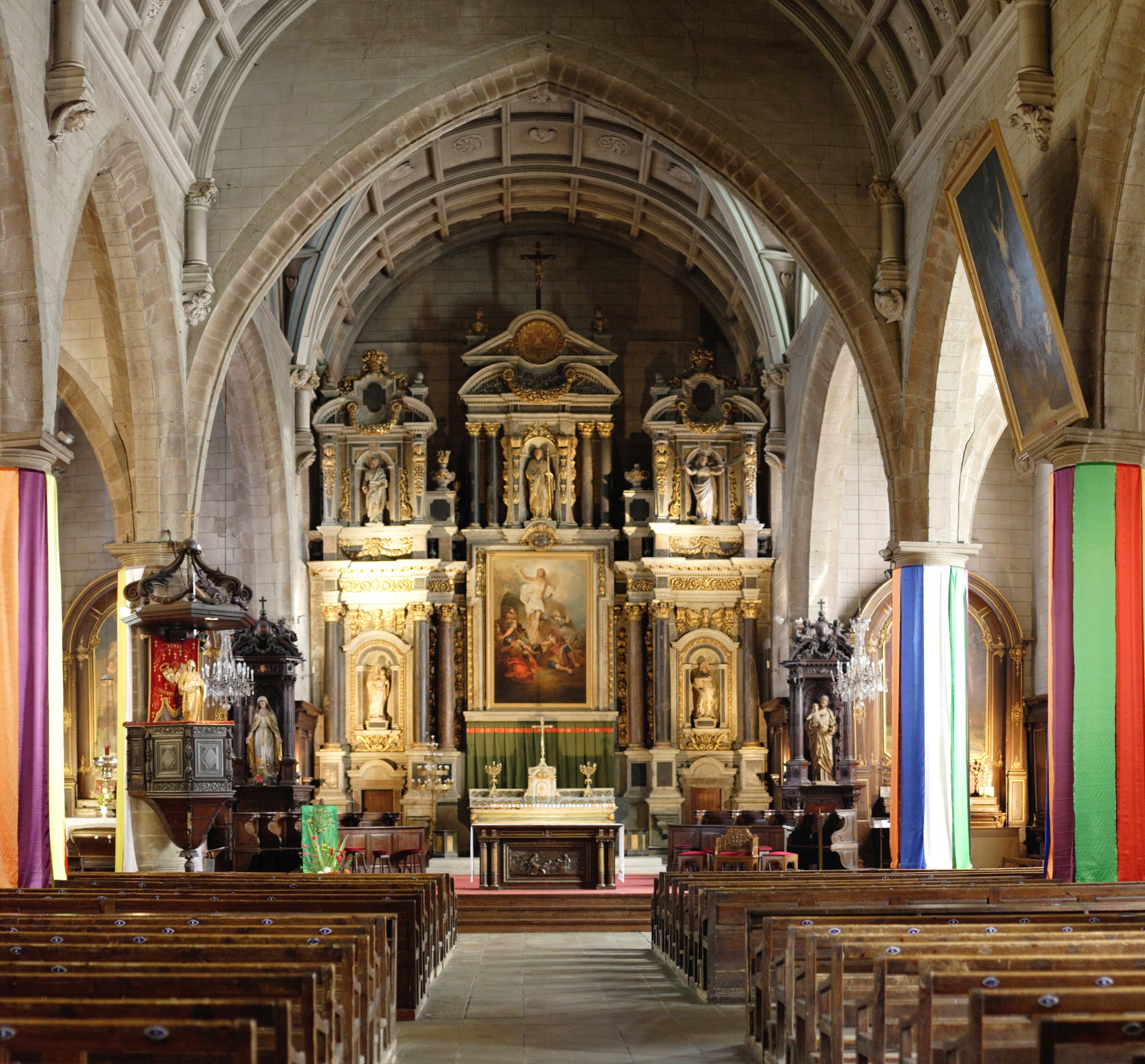
Interior de la iglesia Saint-Gildas.